# Guibemantis annulatus
Espèce
Statut de conservation UICN

 EN B1ab(iii) : En danger
Guibemantis annulatus est une espèce d'amphibiens de la famille des Mantellidae.

## Répartition
Cette espèce est endémique du sud-est de Madagascar. 

## Publication originale
- Lehtinen, Glaw & Vences, 2011 : Two new plant-breeding frog species (Anura: Mantellidae, Guibemantis) from southeastern Madagascar. Herpetological Journal, vol. 21, p. 95-112.